# Ardekania albidiscella
Ardekania albidiscella är en fjärilsart som beskrevs av Hans Georg Amsel 1954. Ardekania albidiscella ingår i släktet Ardekania och familjen mott. Inga underarter finns listade i Catalogue of Life.